# Enrique Freeman
Pour les articles homonymes, voir Enrique et Freeman.
Enrique Gabriel Freeman, né le  29 juillet 2000 à Cleveland dans l'Ohio, est un joueur américain de basket-ball évoluant au poste d'ailier fort.

## Biographie

### Carrière universitaire
Entre 2019 et 2024, il joue pour les Zips d'Akron à l'université d'Akron.

### Carrière professionnelle

#### Pacers de l'Indiana (2024-2025)
Le 27 juin 2024, il est sélectionné à la 50e position de la draft 2024 de la NBA par les Pacers de l'Indiana.
En juillet 2024, il participe à la NBA Summer League 2024 de Las Vegas avec les Pacers.
Début août 2024, il signe un contrat two-way avec les Pacers de l'Indiana.

#### Timberwolves du Minnesota (depuis 2025)
Début août 2025, toujours via un contrat two-way, il s'engage avec les Timberwolves du Minnesota.

## Palmarès
NBA
Vainqueur de la conférence Est en 2025 avec les Indiana Pacers

### Universitaire
- NCAA season rebounds leader (2024)
- AP honorable mention All-American (2024)
- Joueur de l'année de la Mid-American Conference (2024)
- 2× First-team All-MAC (2023, 2024)
- Second-team All-MAC (2022)
- MAC Defensive Player of the Year (2022)
- 4× MAC All-Defensive team (2021–2024)
- 2× MAC tournament MVP (2022, 2024)

## Statistiques

### Universitaires
| Saison    | Équipe   | Matchs | Titul. | Min./m | % Tir | % 3pts | % LF | Rbds/m. | Pass/m. | Int/m. | Ctr/m. | Pts/m. |
| --------- | -------- | ------ | ------ | ------ | ----- | ------ | ---- | ------- | ------- | ------ | ------ | ------ |
| 2019-2020 | Akron    | 7      | 0      | 1,9    | 100,0 | 0,0    | 75,0 | 0,57    | 0,00    | 0,00   | 0,14   | 0,71   |
| 2020-2021 | Akron    | 23     | 20     | 22,4   | 74,0  | 0,0    | 65,9 | 9,17    | 0,30    | 0,52   | 1,91   | 7,87   |
| 2021-2022 | Akron    | 34     | 34     | 28,8   | 66,5  | 0,0    | 64,9 | 10,79   | 1,35    | 0,47   | 1,15   | 13,24  |
| 2022-2023 | Akron    | 33     | 33     | 31,1   | 61,3  | 33,3   | 61,6 | 11,21   | 1,88    | 0,61   | 1,24   | 16,82  |
| 2023-2024 | Akron    | 35     | 35     | 32,4   | 58,4  | 37,0   | 72,8 | 12,94   | 1,63    | 0,80   | 1,74   | 18,63  |
| Carrière  | Carrière | 132    | 122    | 27,8   | 62,7  | 35,0   | 67,0 | 10,64   | 1,30    | 0,58   | 1,41   | 13,96  |